# Haruwo
Haruwo (ハルヲ?)  è un OAV d'azione prodotto dalla CoMix Wave Films nel 2008. 

## Trama
Nei bassifondi della città vive Haruwo, un ladruncolo ed un teppista di strada. Attorno a lui si raccoglie un'eterogeneo gruppo di orfani e bambini abbandonati. Attraverso furti ed altri espedienti la combriccola segue la propria vita nella periferia degradata. Quando però Hanae, ragazza-madre cui è morto il compagno a causa delle lotte fra clan yakuza, chiede aiuto al ragazzo, Haruwo si mette contro il potente gruppo mafioso, decidendo di esibire la propria abilità ed autorità nel quartiere rubandogli del cibo.
Sulle tracce di Haruwo viene inviato Paku, un malvivente già vecchia conoscenza del ragazzino, con cui ha da tempo un regolamento di conti in sospeso. Durante il loro scontro, Haruwo viene ferito quasi letalmente e di fronte all'intero quartiere, riunitosi per assistere al duello, si rivela essere un cyborg.
Intimoriti dal bambino-macchina, i curiosi allontanano Haruwo e la sua banda. Il vecchio meccanico mutilato in guerra, che ha raccolto il ragazzo anni prima, racconta allora a Hanae la storia dell'infelice bambino: questi, comparso dal nulla, è probabilmente un esemplare di bambino-macchina da guerra fuggito dal fronte.
Intenerita dalla rivelazione, Hanae decide di accogliere Haruwo nella propria casa, offrendo così al ragazzo una nuova famiglia.

## Personaggi
Haruwo
Doppiato da Yuuki Aimoto
Hanae
Doppiata da Yume Hakomori
Paku
Doppiato da Yoshito Nishikawa
Ackle
Doppiato da  Takahashi  Isobe